# Václav Hadač
Václav Hadač (celým jménem Václav Antonín) (13. srpna 1891, Petrovice – 4. dubna 1964, Třeboň) byl český archivář.

## Životopis

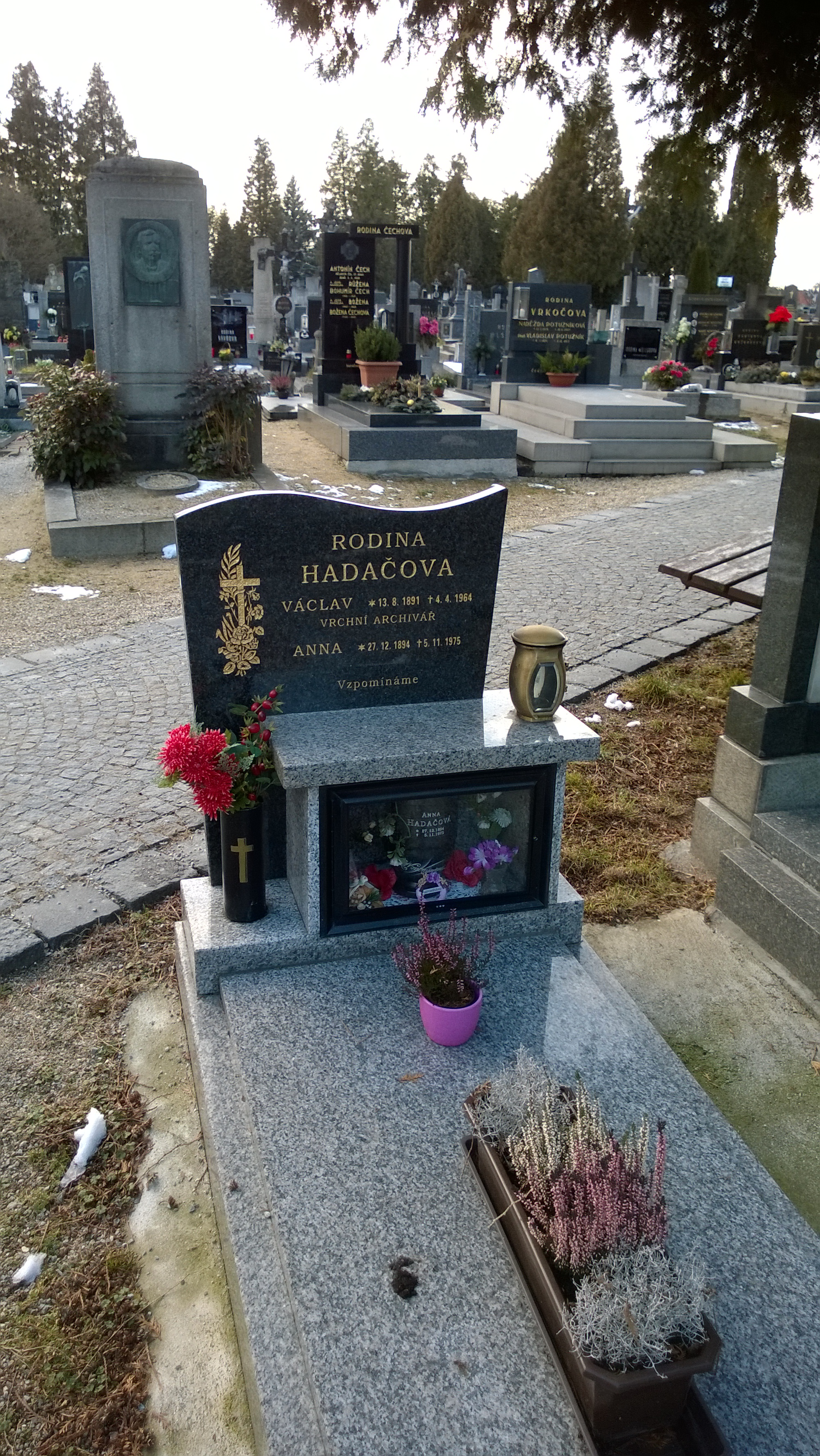
Hrob Václava Hadače

V letech 1917–1918 studoval na univerzitě ve Vídni, následně v letech 1919–1920 na univerzitě v Praze, studium však nedokončil. Zároveň byl posluchačem a absolventem prvního kursu Státní archivní školy v období let 1919–1920.
Od roku 1911 pracoval ve Státním oblastním archivu v Třeboni, kde rovněž v letech 1945 až 1955 zastával pozici ředitele. Poté působil opět jako archivář, a to do roku 1959. Zároveň vykonával činnost okresního konzervátora a kurátora v městském muzeu v Třeboni.

## Výběr z díla
- Summa cancellariae regis Bohemiae. Cancellaria regis Wenceslais IV. Časopis archivní školy, 4, 1926 (1927), s. 11–48.
- Básnická fantasie a historická pravda v románu V. B. Třebízského Bludné duše. Tradice, 1935, s. 121–130.
- Staročeský rybníkář Jakub Krčín z Jelčan. Tradice, 1935, s. 175–182.
- O roditi a rodu Husově podle zpráv ze schwarzenberských archivů. Tradice, 1936, s. 7–14.
- O rodný dům Husův. Český časopis historický, 1937, s. 54–65.
- Státní archiv v Třeboni. Průvodce po archivních fondech, 2 a 3. Praha 1958 a 1959. (spoluautor)
- Drobné příspěvky k životopisu a dílu Václava Březana. Jihočeský sborník historický, 31, 1962, s. 97–111.